# Platylabus okui
Platylabus okui är en stekelart som beskrevs av Tohru Uchida 1956. Platylabus okui ingår i släktet Platylabus och familjen brokparasitsteklar. Inga underarter finns listade i Catalogue of Life.